# ゲオルク・オストロゴルスキー
ゲオルク・オストロゴスキー(ドイツ語: Georg Ostrogorsky、 1902年1月29日 - 1976年10月24日)は、ドイツやユーゴスラビアで活躍したロシア生まれの歴史学者。専門は東ローマ帝国史。フランスのポール・ルメルルなどと共に20世紀屈指の東ローマ学者と言われている。

## 経歴
1902年にロシア帝国の首都サンクトペテルブルクに生まれる。オストロゴルスキー一家はロシア革命の時に革命から逃れてドイツへ移住した。ゲオルクはハイデルベルク大学、パリ大学に学んで哲学博士号を取得。1928年にはブレスラウ大学助教授、1933年にはベオグラード大学の教授となる。
第二次世界大戦中の1940年、『ビザンツ帝国史』の初版を発刊。歴史だけでなく東ローマの文化や帝国の宗教であった正教会などを豊富な史料や文献を用いつつも簡潔にまとめた古典的名著とされ、欧米各国の言語に翻訳された。現在でも彼の『ビザンツ帝国史』は東ローマ帝国について学ぼうとするものにとって最も基本的な専門書の一つに挙げられている。
1948年、ユーゴスラビアのセルビア学士院ビザンツ研究所の初代所長に就任。また、各国のアカデミー会員にも推挙され、世界の東ローマ学界における重鎮指導者として活躍した。
1976年、ベオグラードで死去した。

## 主な著作
- 『聖画論争』(1929年、原題: Studien zu Geschichte des byzantinischen Bilderstreites)
- 『ビザンツ帝国史』(1940年（1952年改訂二版、1963年改訂年三版）、原題: Geschichte des Byzantinischen Staates)
　原著はドイツ語で、東ローマ帝国通史の大著。今日でも、世界各国の東ローマ研究において基本文献である。
　日本語版は和田廣訳（元・日本ビザンツ学会代表、筑波大学名誉教授）で、2001年に恒文社より出版された。
- 『ビザンツ封建制』（1954年　原題: Pour I'histoire de la fèodalitè byzantine) 、原題はフランス語